# 学校設置基準
学校設置基準（がっこうせっちきじゅん）とは、各種の学校を設置する場合の最低限の基準のこと。

## 設置基準
日本においては、学校教育法（昭和22年3月31日法律第26号）などに基づき次のような設置基準が設けられている。なお、特別支援学校については設置基準がなく、校舎の狭隘化が全国的に大きな問題となっている。
- 幼稚園設置基準
- 小学校設置基準
- 中学校設置基準
- 高等学校設置基準
- 大学設置基準
  - 大学通信教育設置基準
  - 専門職大学設置基準
  - 大学院設置基準
    - 専門職大学院設置基準

  - 短期大学設置基準
    - 短期大学通信教育設置基準
    - 専門職短期大学設置基準
- 高等専門学校設置基準
- 専修学校設置基準
- 各種学校規程